# Junciana
Junciana es una localidad y municipio de España, en la provincia de Ávila, comunidad autónoma de Castilla y León. Pertenece al partido judicial de Piedrahíta. La localidad se independizó de Gilbuena el 1 de noviembre de 1925.

## Geografía
La localidad se encuentra situada en la comarca de El Barco de Ávila - Piedrahíta y en la comarca natural-histórica del Alto Tormes a una altitud de 994 m s. n. m. El límite norte del municipio hace frontera con la provincia de Salamanca. Tiene una superficie de 15,02 km². Los municipios limítrofes son El Losar del Barco, Gilbuena, La Carrera, Becedas, Solana de Ávila, Medinilla y El Tejado.
Por su término municipal pasa el Río Becedillas.
| Noroeste: Medinilla                 | Norte: El Tejado (Salamanca) y Medinilla | Noreste: El Tejado (Salamanca)           |
| Oeste: Gilbuena                     |                                          | Este: El Losar del Barco                 |
| Suroeste: Becedas y Solana de Ávila | Sur: Solana de Ávila y La Carrera        | Sureste: El Losar del Barco y La Carrera |

### Clima
| Parámetros climáticos promedio de Junciana en el periodo 1961-1993                                                                                  | Parámetros climáticos promedio de Junciana en el periodo 1961-1993 | Parámetros climáticos promedio de Junciana en el periodo 1961-1993 | Parámetros climáticos promedio de Junciana en el periodo 1961-1993 | Parámetros climáticos promedio de Junciana en el periodo 1961-1993 | Parámetros climáticos promedio de Junciana en el periodo 1961-1993 | Parámetros climáticos promedio de Junciana en el periodo 1961-1993 | Parámetros climáticos promedio de Junciana en el periodo 1961-1993 | Parámetros climáticos promedio de Junciana en el periodo 1961-1993 | Parámetros climáticos promedio de Junciana en el periodo 1961-1993 | Parámetros climáticos promedio de Junciana en el periodo 1961-1993 | Parámetros climáticos promedio de Junciana en el periodo 1961-1993 | Parámetros climáticos promedio de Junciana en el periodo 1961-1993 | Parámetros climáticos promedio de Junciana en el periodo 1961-1993 |
| Mes | Ene.                                                               | Feb.                                                               | Mar.                                                               | Abr.                                                               | May.                                                               | Jun.                                                               | Jul.                                                               | Ago.                                                               | Sep.                                                               | Oct.                                                               | Nov.                                                               | Dic.                                                               | Anual                                                              |
| --- | ------------------------------------------------------------------ | ------------------------------------------------------------------ | ------------------------------------------------------------------ | ------------------------------------------------------------------ | ------------------------------------------------------------------ | ------------------------------------------------------------------ | ------------------------------------------------------------------ | ------------------------------------------------------------------ | ------------------------------------------------------------------ | ------------------------------------------------------------------ | ------------------------------------------------------------------ | ------------------------------------------------------------------ | ------------------------------------------------------------------ |
| Precipitación total (mm) | 72.30                                                              | 76.70                                                              | 75.30                                                              | 70.60                                                              | 71.80                                                              | 53.40                                                              | 32.90                                                              | 19.20                                                              | 44.20                                                              | 65.70                                                              | 68.10                                                              | 73.50                                                              | 723.50                                                             |
| Fuente: Ministerio de Agricultura, Alimentación y Medio Ambiente. Datos de precipitación para el periodo 1961-1993 en Junciana 9 de octubre de 2012 |                                                                    |                                                                    |                                                                    |                                                                    |                                                                    |                                                                    |                                                                    |                                                                    |                                                                    |                                                                    |                                                                    |                                                                    |                                                                    |

## Demografía
Junciana cuenta con una población de 40 habitantes (INE 2024).
| Gráfica de evolución demográfica de Junciana entre 1930 y 2021 |
| |
| Población de derecho según los censos de población del INE. Población de hecho según los censos de población del INE.Entre el censo de 1930 y el anterior, aparece este municipio porque se segrega del municipio Gilbuena. |

## Economía
El término municipal está comprendido dentro de las áreas con indicación geográfica protegida de la carne vacuna Carne de Ávila —de la especie Avileña-Negra ibérica— y de las Judías del Barco de Ávila.

## Administración y política
| Periodo   | Nombre                       | Partido |
| --------- | ---------------------------- | ------- |
| 1979-1983 | José García Blázquez         | UCD     |
| 1983-1987 | Marcelino Nieto López        | PP      |
| 1987-1991 | Marcelino Nieto López        | PP      |
| 1991-1995 | Marcelino Nieto López        | PP      |
| 1995-1999 | Marcelino Nieto López        | PP      |
| 1999-2003 | Marcelino Nieto López        | PP      |
| 2003-2007 | Marcelino Nieto López        | PP      |
| 2007-2011 | Marcelino Nieto López        | PP      |
| 2011-2015 | Marcelino Nieto López        | PP      |
| 2019-2023 | Juan Audelino Gómez Blázquez | PP      |
| 2023-act. | Juan Audelino Gómez Blázquez | PP      |

## Cultura

### Fiestas
Las fiestas de Junciana son las siguientes:
- 15 de mayo: San Isidro
- 24 de agosto: San Bartolomé

Desde el 23 al 25 de agosto, además de eventos típicos, hay conciertos por la noche.